# Drepanophora incisor
Drepanophora incisor is een mosdiertjessoort uit de familie van de Lepraliellidae. De wetenschappelijke naam van de soort is, als Rhynchopora incisor, voor het eerst geldig gepubliceerd in 1905 door Thornely.